# Akaki Tsereteli
Príncep Akaki Tsereteli (georgià აკაკი წერეთელი) (1840-1915) fou un prominent poeta georgià i figura del moviment d'alliberament nacional.
Nasqué a la vila de Skhvitori (Imerècia) el 9 de juny de 1840 en una família aristocràtica. El seu pare era el príncep Rostom Tsereteli. Com manava la tradició, Akaki Tsereteli paassà la infantesa a Savane en una família de pagesos, amb una mainadera pagesa, per tal de sentir la vida dels pagesos de Geòrgia.
Es graduà al Gymnasium de Kutaisi el 1852 i en la Facultat de Llengües Orientals de la universitat de Sant Petersburg el 1863.
El príncep Tsereteli fou molt amic del príncep Ilià Txavtxavadze, líder intel·lectual georgià. Organitzaren protestes contra el tsar i reclamaren l'autodeterminació de Geòrgia.
Va escriure els llibres Medea (1894), Torniké eristhavi (El duc Thornic, 1884), Suliko (1895), Natela i Bashi-Achuki. Cap al 1890s edità el seu propi diari, Akaki's Tviuri Krebuli (Mensual d'Akaki).
Va morir el 26 de gener de 1915 i fou enterrat al panteó de georgians cèlebres de Mont Mtatsminda de Tbilisi.